# Замок Кольдиц
Замок Ко́льдиц (нем. Schloss Colditz) — средневековый замок саксонских монархов династии Веттинов в одноимённом городе в Германии (земля Саксония).

## История замка
Основан в 1014 году. Первое упоминание датировано 1046 годом, входил в состав имперского владения Плайсенланд. Заложенный в самом начале XI века по всем правилам средневековой фортификации, этот замок после многочисленных пожаров и разрушений был в XVI веке перестроен в стиле Cаксонского Ренессанса, в результате оказавшись одним из самых важных архитектурных памятников эпохи в этой части Германии. Находится между Лейпцигом и Дрезденом.
Замок несколько раз подвергался разрушению, в частности со стороны гуситов в 1429 году. А последняя перестройка замка состоялась после 1504 года, когда местный пекарь вызвал пожар, который разрушил все основные здания замка. История даже запечатлела имя нерадивого героя — Клеменс Бок. Именно после этого пожара к облику замка добавились очертания архитектуры раннего Ренессанса.
Золотые времена для замка Кольдиц наступили с началом XVII века, когда София Бранденбургская, вдова курфюрста Саксонии Кристиана I, избрала его в качестве своей резиденции. А через 150 лет с подачи Августа II замок объявили охотничьей резиденцией саксонской знати. После постройки замка Хубертусбург в Вермсдорфе в 1787 году охотничья резиденция была перенесена туда, а о Кольдице забыли.
С 1803 года и до конца Второй мировой замок использовался в качестве различного рода закрытых заведений:
- 1803—1829 — трудовая колония для бродяг и нищих;
- 1829—1933 — больница для умалишённых;
- 1933—1945 — концлагерь
- (с 1939 — для военнопленных «Офлаг IV C»).

С 1946 года здесь находилась больница, специализировавшаяся на глазных болезнях и заболеваниях носоглотки. В 1996 замок Кольдиц подвергся капитальной реконструкции на средства правительства федеральной земли Саксония. Сегодня здесь расположился студенческий хостел и ряд музеев, один из которых посвящён узникам концлагеря «Офлаг IV C». В музее замка собраны уникальные экспонаты — орудия, с помощью которых совершались побеги, начиная от лестниц, связанных из простыней, и кончая самодельными планерами. Самодельные лопаты из ножек кроватей, ножей и вилок; пилы из обломков бритвенных лезвий; профессионально выполненные муляжи, заменяющие своих владельцев на вечерней перекличке, гражданская одежда, в том числе женская, поддельные немецкие офицерские формы, фальшивые документы. У заключенных была деревянная пишущая машинка и даже деревянная швейная машинка, на которой шилась одежда, радиоприемник, спрятанный глубоко в подвале в тайнике, и самодельная типография, в которой печатались фальшивые документы. Из Кольдица бежали, переодевшись немецкими офицерами, цивильными рабочими и даже женщинами.

## Вторая мировая война
Во время Второй мировой войны служил местом заключения для особо важных узников и был самой неприступной крепостью нацистской Германии. Туда сажали офицеров и тех, кто пытался сбежать из других лагерей. Побег из замка считался невозможным.
Кольдиц стал настоящей «Академией побегов» и в этом качестве вошёл в историю Второй мировой войны. Почти половина заключённых предпринимала попытки побега: более 300 узников пытались бежать из крепости, но только тридцати одному это удалось.
Хотя Кольдиц был лагерем строгого режима, содержание пленных в нём было достаточно либерально. Почти сразу же по прибытии они начинали получать посылки Красного Креста. В лагере был свой театр, и польские офицеры приготовили сокамерникам сюрприз — спектакль «Белоснежка и семь гномов». За крепостной стеной был парк, в который заключенных под усиленным конвоем водили играть в футбол и гандбол.
Продукты и сигареты служили валютой, которую можно было, с помощью охранников, обменять на что угодно. Разрешалось иметь свои деньги. Подкупленная охрана часто сама способствовала побегам. Первый успешный побег был совершен 11 апреля 1940 года французским офицером Элейном Лереем.
Вскоре после этого двое польских офицеров бежали, зашитые в старые матрацы, которые вывозили из лагеря в город. Однако беглецов схватили до того, как машины с матрацами выехали из тюремного подворья.
Самым трудоёмким способом был подкоп. Один их самых длинных туннелей длиной в 15 метров, был прорыт в погребе и вёл в часовню, откуда должен был состояться групповой побег. Подкоп продолжался несколько месяцев и упёрся в балку под полом часовни, которую обойти было невозможно.
Были среди беглецов свои чемпионы, но несомненным героем стал английский офицер Майкл Синклер. К тому времени как его перевели в Кольдиц, у него уже было на счету восемь побегов из разных лагерей. В сентябре 1944 года он совершил свой девятый побег, но был застрелен при попытке перелезть через высокую стену, окружающую парк. Майкл Синклер был похоронен на военном кладбище Кольдица с воинскими почестями.
Другой английский офицер Пэт Райд написал книгу 'История Кольдица', в которой описал все известные попытки побега из замка. Сейчас ежегодно более 15 000 туристов посещает крепость. Более половины из них — из Великобритании. Замок давно уже стал символом сопротивления нацизму и стремления к свободе.
Известные узники:
- Бадер, Дуглас Роберт
- Ласеллс, Джордж, 7-й граф Хэрвуд
- Пелчиньский, Тадеуш
- Коморовский, Тадеуш
- Синклер, Майкл
- Лерей, Элейн

## Замок Кольдиц в массовой культуре
Сюжет, когда во время Второй мировой войны замок Кольдиц служит местом заключения для особо важных узников, неоднократно обыгрывается в различных фильмах и компьютерных играх. В 2005 году был снят фильм «Побег из замка Кольдиц», с участием актёра Дэмиана Люиса. Также были созданы компьютерные игры «Великий побег» по мотивам одноимённого фильма, и Prisoner of War. По сюжету этих игр главный герой совершает побег из лагеря для военнопленных Шталаг-Люфт, его ловят и помещают в замок Кольдиц, откуда он опять совершает побег. Одна из миссий игры «Commandos 2: Men of Courage» также разворачивается в замке, откуда надо вызволить приговорённых к расстрелу пленных.